# Verdoornianthus griffinii
Verdoornianthus griffinii là một loài Rêu trong họ Lejeuneaceae. Loài này được Gradst. mô tả khoa học đầu tiên năm 1977.